# Стратегическая ракета
Стратегическая ракета (РС, РСМ согласно договорам СНВ) — разновидность ракетного оружия, предназначенного для поражения инфраструктуры врага на территории его страны и/или вражеских средств ядерного нападения.
Стратегические цели могут быть промышленными центрами, авиабазами, администрацией государства, населёнными пунктами, ракетными базами. Стратегические ракеты имеют наибольшую дальность и могут нести ядерные боезаряды. Кроме того, как правило, точность баллистических ракет (круговое вероятное отклонение) падает при увеличении дальности, так что ядерные заряды компенсируют неточность большой областью поражения.
Так, ранние межконтинентальные баллистические ракеты (МБР) несли заряды в 5 мегатонн и более, современные, как правило, несут заряды в 0,5—1 мегатонны, так как повышение точности в 2 раза позволяет уменьшить мощность боеголовки в 4 раза. МБР могут нести как моноблочную, так и разделяющуюся головную часть (РГЧ). РГЧ предназначены для преодоления противоракетной обороны или для поражения целей на большой территории, например, города и окрестных заводов.